# Олє Лунд Кіркегор
Олє Лунд Кіркегор (нар. 29.07.1940 в м. Орхус, пом. 24.04.1979 в м. Стенеруп) — данський дитячий та молодіжний письменник, чиї твори високо цінуються декількома поколіннями читачів. Багато його робіт отримали престижні нагороди та були екранізовані.

## Світогляд та творчість
Олє Лунд Кіркегор народився в м. Орхус, дитинство провів м. Скандерборг, а в 1959 році закінчив гімназію при Орхуській Кафедральній Школі. Пропрацювавши півроку моряком та тимчасовим вчителем в декількох невеличких школах, Олє Лунд, попри те, що в дитинстві ненавидів школу, вирішив стати вчителем. Закінчивши в 1963 році Орхуську учительську семінарію, пішов служити в армію в Полк Ютландських Драгунів, де отримав звання лейтенанта. Став старшим вчителем маленької сільської школи (Оуе Школа), розташованої між м. Хобро і м. Хадсунд. Олє Лунд послужив натхненням для одного зі своїх учнів, майбутнього кінорежисера Нільса Ардена Оплев, який у своєму фільмі «Мрія» зобразив молодого вчителя, що не побоявся застосовувати новаторські методи викладання у своїй вчительській практиці. Згодом державна школа в Оуе стала приватною і отримала назву Приватна школа Малого Вергілія, яка проіснувала до 2011 року.
Як письменник Олє Лунд Кіркегор дебютував своєю повістю «Дракон», яку він написав для конкурсу в газеті «Політікен» в 1966 році. Здобувши перемогу в конкурсі, Олє Лунда закликали до подальшої літературної праці. Через рік вийшов його перший дитячий роман «Малий Вергілій», який одразу ж став великим успіхом. Вміння письменника висловлювати на письмі свою солідарність з читачами, а заразом здібність до малювання веселих примітивістських ілюстрацій, швидко здобули велику прихильність широкого кола читачів. В історіях письменника зазвичай йде мова про дітей, які мають дещо складні відносини зі своїми батьками та іншими «нормальними» дорослими, але завдяки винахідливості та підтримки з боку досить чудернацьких осіб, його героям вдається знаходити рішення всіх їхніх проблеми.
Олє Лунд Кіркегор використовував свої історія як елемент викладацької діяльності, читав їх вслух учням, а також записував на плівку. Пізніше більшість з його книг було записано відомими акторами. В 1977 році вирішив повністю присвятити себе письменництву, і залишив місце роботи вчителя. Завдяки доходу з продажу книг та державній стипендії фінансових труднощів у письменника не було, проте йому бракувало діалогу та натхнення з боку дітей. Він їздив всією країною читаючи лекції, але від блукаючого життя у письменника виникли проблеми з алкоголем.
Після смерті Олє Лунда ходили чутки про самогубство, на що його колишня дружина висловила заперечення, назвавши смерть письменника нещасним випадком. Одного вечора після лекції, письменник зайшов до шинку і випив зайвого. Почуваючи себе погано, Олє Лунд пішов додому, але по дорозі впав в сніг і помер від переохолодження. Олє Лунд Кіркегорд був одружений і мав двох дочок, але подружжя розлучилося за три місяці до смерті письменника.

## Визнання
Олє Лунд Кіркегор отримав за свої книги декілька нагород, серед них приз за дитячу книжку «Альберт» Міністерства культури в 1969. Декілька його книг екранізовано, на приклад «Гумовий Тарзан». По мотивам Ходжа з міста Пйорт було створено мюзикл на чолі зі співаком та композитором Кнудом Торбеном Грабов Крістенсеном. В 2006 році «Гумовий Тарзан» було внесено до Культурного реєстру Данії, на основі якого теж створили мюзикл під керівництвом Мортена Матісена.
Провулок в м. Скенеборг, в якому Олє Лунд Кіркегор провів своє дитинство, названо в честь письменника.

## Екранізації
- Малий Вергілій та Орла поїдач жабів (1980).
- Гумовий Тарзан (1981) та Гумовий Т (2012, мультиплікація).
- Отто носоріг (1983) og Отто носоріг (2013, мультиплікація).
- Ходжа з міста Пйорт (1985).
- Альберт (1998), Альберт (2015, мультиплікація).
- Фрод та його компанія (2008).
- Орла проковтувач жабів (2011, мультиплікація).